# Kanton Istres-Sud
Der Kanton Istres-Sud war von 1991 bis 2015 ein französischer Wahlkreis im Département Bouches-du-Rhône und in der Region Provence-Alpes-Côte d’Azur. Er umfasste zwei Gemeinden im Arrondissement Istres und einen Teil der Stadt Istres. Die landesweiten Änderungen in der Zusammensetzung der Kantone brachten im März 2015 seine Auflösung.

## Gemeinden
| Gemeinde                 | Einwohner (Stand: 2022) | Code postal | Code Insee |
| ------------------------ | ----------------------- | ----------- | ---------- |
| Fos-sur-Mer              | 15.694                  | 13270       | 13039      |
| Istres *                 | 44.044                  | 13800       | 13047      |
| Saint-Mitre-les-Remparts | 5996                    | 13920       | 13098      |

* Teilbereich. Die angegebene Einwohnerzahl betrifft die gesamte Stadt.